# 正旦

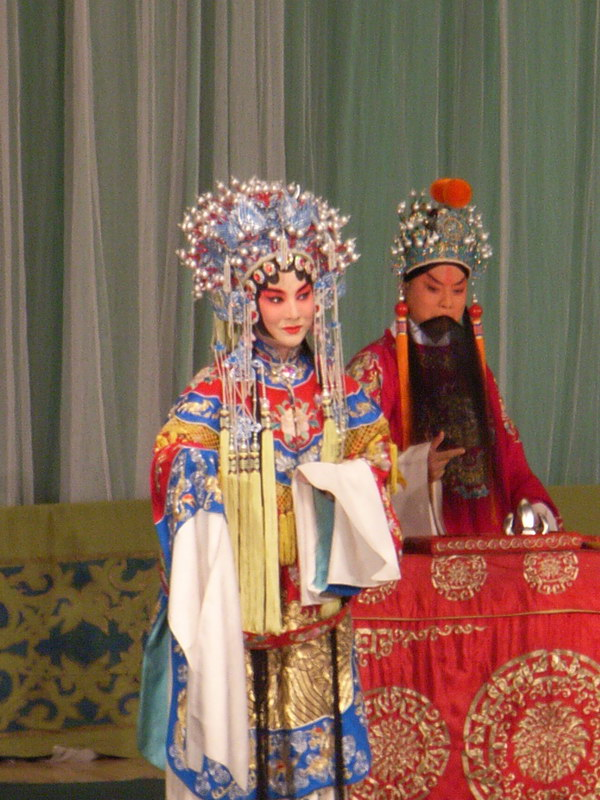
《红鬃烈马·大登殿》中的王宝钏是典型的正旦

正旦，又称青衣，是中国戏曲中的一类女角色，属于旦角。正旦在旦行里处于最主要的位置，所以也叫正旦。正旦扮演的一般都是端庄、严肃、正派的人物，大多数是贤妻良母，或者贞节烈女之类的人物。

## 頭飾
正旦常見的頭飾有貼子石、銀釵翠鈿、凤冠、正凤等等。